# Ouvrage de la Séréna
L'ouvrage de la Séréna, ou du Col-de-la-Séréna, est une fortification faisant partie de la ligne Maginot, située sur la commune de Valdeblore, dans le département des Alpes-Maritimes.
Dans les années 1930, il était prévu d'en faire un petit ouvrage de trois blocs servant d'abri actif, avec pour mission non seulement de protéger une section d'infanterie, mais aussi de défendre le col de la Séréna grâce à son armement. Mais il est resté inachevé : seulement un de ses trois blocs a été construit. Il a servi de simple abri de montagne pour les troupes françaises en 1940.

## Description
L'ouvrage est construit sur le col de la Séréna, à 1 307 mètres d'altitude. 

### Position sur la ligne
Les fortifications françaises construites le long des frontières orientales de la mer du Nord jusqu'à la mer Méditerranée dans les années 1930, surnommées la « ligne Maginot », étaient organisées en 24 secteurs, eux-mêmes subdivisés hiérarchiquement en plusieurs sous-secteurs et quartiers. L'ouvrage de la Séréna se trouvait dans le secteur fortifié des Alpes-Maritimes (SFAM), plus précisément dans le sous-secteur Tinée-Vésubie. Ce sous-secteur bénéficiait du relief montagneux et surtout du rempart constitué par le massif du Mercantour-Argentera, qui était à l'époque essentiellement en territoire italien (jusqu'au traité de Paris de 1947) : si le village d'Isola était déjà français, le site d'Isola 2000 était de l'autre côté de la frontière franco-italienne, cette dernière suivait les gorges de Valabres, puis passait alors au sud du mont Giraud, traversait la forêt du Gasc, remontait jusqu'au contrefort sud du mont Archas, puis passait par le mont Lapassé et la cime du Diable. Comme seulement deux vallées permettent un accès du nord vers le sud, celles de la Tinée et de la Vésubie, le sous-secteur est divisé en deux quartiers, à l'ouest le quartier de Gaudissart (du nom d'un affluent de la Tinée) et à l'est le quartier Tournairet-Vésubie.
Les défenses étaient organisées en profondeur : d'abord la frontière elle-même était surveillée par les points d'appui légers des sections d'éclaireurs-skieurs (les SES, y compris celles détachées des BCA). Ensuite, un peu plus en retrait, une série d'avant-postes formaient une ligne de défense : chaque avant-poste, tenu par une section de fantassins, est de taille modeste (comme l'avant-poste de Conchetas). Puis encore un peu plus au sud, à environ six kilomètres de la frontière, se trouve la « ligne principale de résistance », composée d'une succession d'ouvrages bétonnés : les plus gros étaient armés avec de l'artillerie et se soutenaient mutuellement en flanquement (dans le sous-secteur ce sont les ouvrages de Rimplas, de Gordolon et de Flaut), avec des abris actifs dans les intervalles (bloquant les cols mineurs). Enfin, encore un peu plus en arrière, étaient implantées les installations de soutien, c'est-à-dire les positions de tir de l'artillerie de position, les postes de commandement, les dépôts de munitions, les casernements, etc.
L'ouvrage de la Séréna aurait dû servir à renforcer la ligne principale de défense de la ligne Maginot, épaulé par le gros ouvrage de Rimplas à 2 650 m à l'ouest et le petit ouvrage du Col-du-Caïre-Gros à 3 400 m plus à l'est.

### Souterrains et blocs
Comme tous les autres ouvrages de la ligne Maginot, celui de la Séréna est conçu pour résister à un bombardement d'obus de gros calibre. Les organes de soutien sont donc aménagés en souterrain, creusés sous plusieurs mètres de roche, tandis que les organes de combat, dispersés en surface sous forme de blocs, sont protégés par d'épais cuirassements en acier et des couches de béton armé. Les installations souterraines abritent un casernement pour l'équipage, un système de ventilation, une cuisine, un poste de secours, des latrines, des lavabos, un petit stock de munitions, un stock de vivres, une usine (mais le petit groupe électrogène n'a pas été installé), ainsi que des réservoirs d'eau.
L'ouvrage devait être en fait un abri-caverne sur lequel devait être greffé un bloc de combat (d'où l'expression d'« abri actif ») : selon les plans il devait y avoir trois blocs en surface, dont deux d'entrée (un seul construit) et une casemate d'infanterie. Le niveau de protection se limite au no 1, soit une dalle d'un mètre et demie d'épaisseur de béton armé, ainsi que des murs d'1,70 m (pour ceux qui sont exposés), soit de quoi résister à un bombardement allant jusqu'aux obus de 160 mm.
- Bloc 1 : entrée, sans aucun armement.
- Bloc 2 : entrée (inachevée mais il y a déjà la porte blindée), aucun armement.
- Bloc 3 : casemate avec un créneau pour jumelage de mitrailleuses (permutable avec un canon antichar de 25 mm), un autre créneau pour un jumelage de fusil mitrailleur[3] et une cloche GFM (les fouilles avaient commencé, mais seul le puits a été fait).

### Armement
Les mitrailleuses et fusils mitrailleurs de l'ouvrage étaient chacun protégé par une trémie blindée et étanche (pour la protection contre les gaz de combat). Ils tirent la même cartouche de 7,5 mm à balle lourde (modèle 1933 D de 12,35 g au lieu de 9 g pour la modèle 1929 C).
Les mitrailleuses étaient des MAC modèle 1931 F, montées en jumelage (JM) pour pouvoir tirer alternativement, permettant le refroidissement des tubes. La portée maximale avec cette balle (Vo = 694 m/s) est théoriquement de 4 900 mètres (sous un angle de 45°, mais la trémie limite le pointage en élévation à 15° en casemate et à 17° dans une cloche GFM), la hausse est graduée jusqu'à 2 400 mètres et la portée utile est plutôt de 1 200 mètres. Les chargeurs circulaires pour cette mitrailleuse sont de 150 cartouches chacun, avec un stock de 50 000 cartouches pour chaque jumelage. La cadence de tir théorique est de 750 coups par minute, mais elle est limitée à 450 (tir de barrage, avec trois chargeurs en une minute), 150 (tir de neutralisation et d'interdiction, un chargeur par minute) ou 50 coups par minute (tir de harcèlement, le tiers d'un chargeur). Le refroidissement des tubes est accéléré par un pulvérisateur à eau ou par immersion dans un bac.
Les fusils mitrailleurs (FM) étaient des MAC modèle 1924/1929 D, dont la portée maximale est de 3 000 mètres, avec une portée pratique de l'ordre de 600 mètres. L'alimentation du FM se fait par chargeurs droits de 25 cartouches, avec un stock de 14 000 par cloche GFM, 7 000 par FM de casemate et 1 000 pour un FM de porte ou de défense intérieure. La cadence de tir maximale est de 500 coups par minute, mais elle est normalement de 200 à 140 coups par minute,.

## Histoire
Les plans de l'ouvrage ont été faits par la chefferie du génie de Nice et proposés à la Commission d'organisation des régions fortifiées (CORF) en 1932 et modifiés en 1933. L'ouvrage fut construit finalement par la main-d'œuvre militaire (MOM), mais si tardivement qu'il restera inachevé. L'aménagement intérieur n'est réalisé que pendant la saison estivale de 1940.
Pendant les combats de juin 1940, l'ouvrage ne servit que d'abri pour les troupes françaises. La garnison française évacue l'ouvrage pendant les premiers jours de juillet, la partie alpine de la ligne Maginot se trouvant intégralement dans les 50 km de la zone démilitarisée en avant de la petite zone d'occupation italienne.
L'ouvrage est désormais propriété de Valdeblore. Les fouilles sont toujours visibles, mais le puits du bloc 3 a été grillagé pour des raisons de sécurité et pour éviter les squatteurs.